# (6332) Vorarlberg
(6332) Vorarlverg es un asteroide perteneciente al cinturón de asteroides, región del sistema solar que se encuentra entre las órbitas de Marte y Júpiter.
Fue descubierto el 30 de marzo de 1992 por Freimut Börngen desde el Observatorio Karl Schwarzschild en Tautenburg, Alemania.

## Designación y nombre
Designado provisionalmente como 1992 FP3 fue nombrado por Vorarlverg,  uno de los nueve estados federados que componen la República de Austria.

## Características orbitales
(6332) Vorarlverg está situado a una distancia media del Sol de 2,451 ua, pudiendo alejarse hasta 2,829 ua y acercarse hasta 2,073 ua. Su excentricidad es 0,154 y la inclinación orbital 1,842 grados. Emplea 1401,64 días en completar una órbita alrededor del Sol.

## Características físicas
La magnitud absoluta de (6332) Vorarlverg es 13,41. Tiene 12,321 km de diámetro y su albedo se estima en 0,080.